# تشارلز بي. سميث
تشارلز بي. سميث هو سياسي أمريكي، ولد في 18 يونيو 1926، وتوفي في 12 يوليو 2014 في ماديسون في الولايات المتحدة. نشط حزبياً في الحزب الديمقراطي.